# 若者たち (サニーデイ・サービスのアルバム)
『若者たち』（わかものたち）は、1995年4月21日に発売されたサニーデイ・サービス通算1作目のスタジオ・アルバム。

## 解説
1994年にシングル「星空のドライブep」でのメジャー・デビュー後、メンバー・チェンジを経てのファースト・アルバム。最初のシングルについて曽我部恵一は「最初はどういう風にやっていいかも分からなかったから、とりあえずシングルを出したんだけど、別に売れもせず注目もされなかったので、すっごい悩みました」という。そして急激な変化と受け取られた本作については「それまでの僕らは洋楽オタクみたいなところがあったけど、邦楽は全く聴かなくて、好きだったのはソフト・ロック。服はアニエス・ベーみたいな世界観しかなかったわけ。周りも渋谷系だったから、その中でやってたわけですよ。ところがはっぴいえんどの『風街ろまん』を聴いて、こっちの方がかっこいいなと衝撃を受けて変わったんです。服も突然ネルシャツにブーツカットのGパンとかになった。それはパンクに出会って髪の毛を切ったのと近かったかも知れない」「ただ、今になってみると『若者たち』とかは相当極端にやっているなと思いますね。ジャケットも現場以外のスタッフからは、こんな四畳半フォークみたいなのはやばいって猛反対されたし。レコード会社の営業の人達からも売りようがないとか言われた。それで別のジャケットを作らされたんだけど、あえてもっと良くないやつを作って、こっちを選ばせた」「そうとう変なことだったんだと思う。デスクの女の子も反対していたくらいですからね」とインタビューで答えている。その後、本作への評価に対しては「一部で評価してくれる人はいたけど、多くは渋谷系のバンドが日本語ロックみたいなのを要素として取り入れてやるのかなって、遠巻きに様子を見てるような感じだった」という。
制作前の本作へのイメージを曽我部は、リリース当時のインタビューで「ここで真面目なのを作ろうというのはすごくあったからね。とりあえず“アフター・フリッパーズでーす”“サンプリングやってまーす”みたいな、そういうのは皆さんに分かりすぎるほど分かっただろうから。ここで、なんでこうダメ人間かというところをちゃんと出して、なんでこういう感じなんでしょう僕らは、っていうレコードを作んなきゃと思ってたんだけど。ほんとは最初は“これが僕らなんだ!”というのを作りたかったんですよね、1stだし。でも“これが!”っていうのがあまり見当たらなかった」「よくロックで歌われるありきたりなものだったのね、見つかったとしても。見つかってたらね、それに合う固い曲を付けてさ、名盤として輝くようなレコードを作りたいなと思ってたんだけど。でも見つかんなかったから、だったら“これが僕らです!”っていうのがないっていうのを歌った方が面白いし、なんでないのかという原因や理由を、ちゃんと歌わなきゃなと思って」「今回“サンプリングしてやろう!”みたいなのは全然なかったんだけど。素直に良くしようと思って作ったら、聴く人が聴くとそういうレコードになってたっていうのが近いかなあ…。最初はね、そういうのもなしにガーッとロック魂を出したかったんでけどね。だからね、もろ手を上げて絶賛されるようなものは作れないの。自分がもろ手を上げるのは好きなんだけど」と答えている。さらにアルバムの曲の主人公がいずれも、行動を起こす前で終わっていることについては「そんなすごいことないしねえ、今。60年代だったり70年代の最初の頃のロックが、基本となるロックだと思ってて。その頃っていうのはめちゃめちゃに現実感があったと思うのね、ロックに。僕はロックってほんとに現実そのものだと思ってるから。そういうのを僕が今やろうと思ったら、歌詞をちゃんと書こうと思ったら、こういう“何も起こんない”っていうリアリティーを歌うしかなかったっていうかね。僕がもっと日々盛り上がっていれば、楽しいレコードが出来たと思うけど」「だから、うれしい瞬間ってあるじゃん、暮らしてて。でもちょっとだからね、それはね。他の大半の部分は、別に嬉しくも悲しくもないような感情で過ごしてるわけだから。それをうまく音楽に出来ればいいかなあと思って」と答えている。
「御機嫌いかが?」「街へ出ようよ」は先行シングルとしてリリースされたが、レコーディングは曽我部のみがヴォーカルで参加したほかは矢野誠アレンジのもと、演奏はスタジオ・ミュージシャンが担当している。また、「いつもだれかに」はシングル「青春狂走曲」のカップリングに新録バージョンにて収録された。後に、2001年リリースのベスト・アルバム『Best Sky』に「若者たち」が、2013年リリースの2枚組ベスト・アルバム『サニーデイ・サービス BEST 1995-2000』に「いつもだれかに」と「若者たち」がそれぞれ収録された。

## 収録曲
全作詞 · 作曲 · 編曲：曽我部恵一
1. いつもだれかに  –  (2:07)
曽我部が実家で作った曲。「曲も詞もパッと浮かんできてすぐに出来ました。で、この曲をきっかけにアルバムの曲が順番に出来ていった感じです。田中がオルガンを弾いていますけど、フォーク的なアプローチの強い曲ですね」[4]という。
2. 素敵じゃないか  –  (3:21)
曽我部は甘いメロディーで切ない歌詞だという作品。ザ・ビーチ・ボーイズやフィル・スペクターのような、アメリカン・ポップスの基本みたいなものをやりたいと思って作ったという[4]。
3. 御機嫌いかが?  –  (4:17)
4. やけっぱち天使  –  (2:59)
5. 田園風景  –  (4:19)
この曲も曽我部が実家で作った曲。「サイケな感じを出すのに日本の田園風景を合わせたら、より効果的なんじゃないかと思って作った曲です。金田一耕助の映画によく出てくるんですけど、画面が一瞬モノクロのコピーみたいになって驚く感覚があるじゃないですか。あんな感じで、純日本風のものにサイケデリックな手法を加えたらどうなのかなと思ったんですよ」[4]と話す。
6. 街へ出ようよ  –  (4:27)
7. 日曜日の恋人たち  –  (3:35)
8. 約束  –  (3:05)
9. 昨日・今日・明日  –  (3:35)
10. 若者たち  –  (3:32)

## クレジット

### いつもだれかに
| acoustic and electric guitar, vocals / 曽我部恵一 |
| bass guitar / 田中貴                              |
| drums, conga / 丸山晴茂                           |

### 素敵じゃないか
| double acoustic guitars, vocal, electric guitars, chime / 曽我部恵一 |
| bass / 田中貴                                                        |
| double drums, timbales, chime / 丸山晴茂                             |

### 御機嫌いかが?
| bass / 田中貴                        |
| drums / 丸山晴茂                     |
| electric guitar, vocals / 曽我部恵一 |
| organ / 並木静                       |

### やけっぱち天使
| bass, cowbell, organ, electric piano / 田中貴                    |
| drums / 丸山晴茂                                                 |
| acoustic & electric guitar, vocal, vibraslap, conga / 曽我部恵一 |

### 田園風景
| double track drums / 丸山晴茂       |
| bass / 田中貴                       |
| electric guitar, vocal / 曽我部恵一 |

### 街へ出ようよ
| bass / 田中貴                                            |
| drums / 丸山晴茂                                         |
| electric guitar, conga, flute, organ, vocal / 曽我部恵一 |
| electric piano / 並木静                                  |

### 日曜日の恋人たち
| vocals, acoustic guitar, tambourine, conga / 曽我部恵一 |
| drums / 丸山晴茂                                        |
| bass / 田中貴                                           |
| organ / 中村文俊                                        |
| clavinette / 並木静                                     |

### 約束
| drums, vibes, china cymbal / 丸山晴茂           |
| rhythm box, acoustic guitar, vocal / 曽我部恵一 |
| acoustic guitar, mute trumpet, bass / 田中貴    |
| organ / 中村文俊                                |

### 昨日・今日・明日
| acoustic guitar, electric guitar, vocal / 曽我部恵一 |
| bass guitar / 田中貴 |
| drums / 丸山晴茂 |
| |
| - FEATURING - 新宿少年団（シゲミ, オノダ, ハルシゲ, タナカ）on chorus - 新宿少年団拍手部（田中, 丸山, ハワイ渡辺, 曽我部）on clap - 幡ヶ谷ラテン同盟 on bongo, vibraslap, guiro, clabes and cow bell |

### 若者たち
| electric piano, shaker, acoustic guitar, harmonica, vocals / 曽我部恵一 |
| bass / 田中貴                                                           |
| drums, organ, conga / 丸山晴茂                                          |

| |
| THANKS FOR INSPIRATIONS OF |
| - 「同棲時代」上村一夫, 「赤色エレジー」林静一, 「喜劇新思想大系」山上たつひこ - 「漫画家残酷物語」「若者たち」永島慎二, 「恐竜荘物語」松本零士 - 「ねじ式」つげ義春, 「ワルワルワールド」赤塚不二夫, 「やけくそ天使」吾妻ひでお - 「銭ゲバ」「日本列島蝦蟇蛙」ジョージ秋山, 「河童の三平」水木しげる - 「銃後の花ちゃん」「しずく」滝田ゆう, 「漂流教室」楳図かずお |

### スタッフ
| - PRODUCER, ARRANGER, SONG WRITER - 曽我部恵一 |  |                                                |
|                                                |  |                                                |
| - ENGINEER - 中村文俊                          |  |                                                |
|                                                |  |                                                |
| - MASTERING ENGINEER - 小林正義                |  |                                                |
|                                                |  |                                                |
| - DIRECTOR - 渡邊文武                          |  |                                                |
|                                                |  |                                                |
| - PHOTOGRAPHER - 坂本正郁                      |  | - DESIGNER - 古谷ゆうこ - (Who Pee Production) |
|                                                |  |                                                |
| RECORDED AND MIXED AT STUDIO TAKE              |  |                                                |
|                                                |  |                                                |
| - EXECUTIVE PRODUCER - 大蔵博                  |  |                                                |

## LP:SGLP-1001

### 解説
2015年、デビュー20周年を記念したアナログLPリリース・プロジェクトが決定し、要望の強かった未アナログ化のアルバム4作品『若者たち』『愛と笑いの夜』『サニーデイ・サービス』『24時』の順次リリースが発表された。第1弾として本作が最新マスタリングを施してのアナログ・カッティングにより、レコードとしてリリース。封入特典として、当時の告知ポスターを復刻。歌詞が掲載されたブックレット「LITTLE BOOK ABOUT “YOUNG PEOPLE”」は、アナログ盤用にサイズを大きくしたものが付けられている。4月15日の発売に先駆け、3月27日の“サニーデイ・サービス 渋谷公会堂コンサート 2015”で先行販売された。

### 収録曲

#### side A
1. いつもだれかに  –  (2'07")
2. 素敵じゃないか  –  (3'20")
3. 御機嫌いかが?  –  (4'14")
4. やけっぱち天使  –  (2'59")
5. 田園風景  –  (4'16")

#### side B
1. 街へ出ようよ  –  (4'27")
2. 日曜日の恋人たち  –  (3'34")
3. 約束  –  (3'05")
4. 昨日・今日・明日  –  (3'34")
5. 若者たち  –  (3'30")

### クレジット
| 2015 Analog reissue staff                |
| 企画 A&R / 本根誠 (JETSET)               |
| セールスプロモーション / 塚原雅州 (MIDI) |
| リマスタリング / 山本アキヲ              |
| リデザイン / 金野志保 (ROSE RECORDS)     |
| 監修 / 曽我部恵一                        |
| エグゼクティブプロデューサー / 大蔵博    |

## リリース日一覧
| 地域 | リリース日     | レーベル                             | 規格         | カタログ番号 | 備考 |
| ---- | -------------- | ------------------------------------ | ------------ | ------------ | --- |
| 日本 | 1995年4月21日  | RHYME ⁄ MIDI                         | CD           | MDCL-1289    | |
| 日本 | 2015年4月15日  | MIDI ⁄ JETSET RECORDS ⁄ ROSE RECORDS | LP           | SGLP-1001    | 生産限定盤 |
| 日本 | 2025年10月15日 | MIDI                                 | Blu-spec CD2 | MDCL-5047    | - 若者たち 30周年記念デラックス・エディション - 全曲リマスター、ライブテイクやアルバム・レコーディング時の別ミックスなどを追加収録。紙ジャケット仕様。 |
| 日本 | 2025年10月15日 | MIDI                                 | LP           | MDJL-1020    | 2025年最新カッティング、限定盤。 |